# Метод суперпозицій у підземній гідрогазомеханіці
Метод суперпозицій у підземній гідрогазомеханіці (рос. метод суперпозиций в подземной гидрогазомеханике; англ. superposition method in the underground gas and fluid mechanics, нім. Methode f der Superpositionen in der Untertagehydrogasmechanik) — метод розв'язування гідрогазомеханічних задач, за яким можна дістати незалежні частинні (окремі) розв'язки лінійних диференціальних рівнянь для окремих (поодиноких) діянь (впливів) на фільтраційний потік, а загальний розв'язок при сумісній дії усіх впливів отримують додаванням частинних розв'язків. Зокрема за цим методом потенціал (тиск) у будь-якій точці пласта дорівнює алгебраїчній сумі потенціалів окремих стоків і джерел, а результуюча фільтрації швидкість — геометричній (векторній) сумі швидкостей фільтрації, викликаних роботою окремо кожного стоку та джерела.